# Xian autonome qiang de Beichuan
Le xian autonome qiang de Beichuan (北川羌族自治县 ; pinyin : Běichuān qiāngzú Zìzhìxiàn) est une subdivision administrative de la province du Sichuan en Chine. Il est placé sous la juridiction de la ville-préfecture de Mianyang. Il est l'un des quatre districts, avec ceux de Li, Mao et Wenchuan, où vit l'ethnie Qiang.

## Démographie
La population du district était de 160 809 habitants en 1999.

## Histoire
Le centre-ville, bien qu'étant situé à 160 km de l'épicentre du Séisme de 2008 au Sichuan, est situé sur le prolongement de la faille sismique. La nature des roches et leur agencement ont particulièrement affecté la ville. Sur environ 30 000 habitants du centre-ville, 8 605 périrent et 9 693 furent blessés. Après le séisme, 80 % des bâtiments de la ville étaient détruits. Le président Hu Jintao a alors annoncé une reconstruction rapide de la ville. Cela a eu une influence importante sur le processus de reconstruction et de redéveloppement économique et social. La ville a été reconstruite très rapidement, avec des standards très supérieurs, mais, en même temps, cette construction dans l'urgence s'est heurtée à différents obstacles qui pourraient être handicapants pour la ville.